# Annie Londonderry
Annie Cohen Kopchovsky (n. 1870, Riga, Imperiul Rus – d. 11 noiembrie 1947, New York City, New York, SUA), cunoscută sub numele de Annie Londonderry, a fost o imigrantă letonă în Statele Unite, care între 1894 și 1895 a devenit prima femeie care a făcut înconjurul lumii pe bicicletă. 

## Viața timpurie și căsătoria
Annie Cohen s-a născut în Letonia, fiică a lui Levi (Leib) și Beatrice (Basha) Cohen. A avut doi frați mai mari, Sarah și Bennett. Familia ei s-a mutat în Statele Unite în 1875, obținând cetățenia cand era copil, la doar patru sau cinci ani.
S-au stabilit în Boston, Massachusetts, și au locuit într-o locuință pe strada Spring. Pe 17 ianuarie 1887, tatăl ei a murit, iar mama ei a murit două luni mai târziu. Sora ei mai mare, Sarah, era deja căsătorită și locuia în Maine, lăsând-o pe Annie (17 ani) și fratele ei Bennett (20 de ani) să aibă grijă de frații lor mai mici Jacob și Rosa (respectiv cu vârsta de 10 și 8 sau 9 ani la acea vreme). Annie și Bennett s-au căsătorit și ei și împreună cu soțul, respectiv soția, au continuat să locuiască împreună în casa de pe strada Spring. 
În 1888, Annie Cohen s-a căsătorit cu Simon „Max” Kopchovsky, un negustor ambulant. În următorii patru ani au avut trei copii: Bertha Malkie (Mollie), Libbie și Simon. Fratele ei, Bennett, s-a căsătorit cu Bertha și au avut doi copii. Fratele ei Iacob a murit în urma unei infecții pulmonare la 17 ani. Max, un evreu ortodox devotat, a participat la întruniri la sinagogă și a studiat Tora, în timp ce Annie a vândut spații publicitare pentru mai multe ziare din Boston.

## Călătorie în jurul lumii

### Pariul
Inspirația pentru a paria (sau a pretinde în mod fals că a existat un pariu) pe o călătorie cu bicicleta, în întreaga lume, a venit probabil de la un fost student de la Harvard pe numele E.C. Pfeiffer. Sub pseudonimul Paul Jones, a început provocarea pe bicicletă la jumătatea lunii februarie 1894, afirmând că a încercat să realizeze o călătorie în jurul lumii într-un an, pe un pariu de 5.000 de dolari. Două săptămâni mai târziu, s-a arătat că pariul a fost fals. Mai târziu, în 1894, doi bărbați bogați din Boston au pretins că ar fi câștigat 20.000 de dolari, față de 10.000 de dolari, pentru că au afirmat că nicio femeie nu ar putea călători în întreaga lume, pe bicicletă în 15 luni și să câștige 5000 de dolari. Este îndoielnic să fi existat vreodată un pariu. Cei pretinși că ar fi pariat nu au fost niciodată cunoscuți. 
Strănepotul lui Londonderry și autorul cărții despre istoria călătoriei ei, Peter Zheutlin, a afirmat căː „Este practic sigur că a conceput povestea despre pariu pentru a-și senzaționaliza călătoria”. Dacă Annie chiar a cusut totul cu ață albă, o singură persoană a beneficiat de pe urma acesteia: colonelul Albert Pope, patronul Pope Manufacturing Company din Boston și Hartford, care producea, printre multe altele, biciclete Columbia. Vânzătorul său, din magazinul principal Columbia din Boston, a livrat unul dintre modelele lor pentru începutul călătoriei. Alegerea unei femei a fost o extindere evidentă a exploatărilor anterioare. În 1887, Thomas Stevens a devenit prima persoană care a parcurs, pe bicicletă, întreaga lume. Mai mult decât atât, frenezia mersului pe bicicletă din anii 1890 a oferit femeilor o metodă independentă de transport și a favorizat o evoluție a îmbrăcămintei pentru femei, de la fuste lungi din materiale grele la bloomers care au permis mai multă mobilitate și libertate de mișcare.
Annie Kopchovsky era o alegere extrem de puțin probabilă pentru a fi câștigătoarea acestui pariu, începând cu numele ei, care o identifica ca fiind evreică într-un oraș și țară în care antisemitismul era foarte răspândit. Îi lipsea experiența, nu a mers niciodată pe o bicicletă decât cu câteva zile înainte de marea călătorie și avea o constituție modestă, mică de înălțime și de aproximativ 45 de kilograme. În plus, era o femeie căsătorită și o mamă a trei copii, cu vârstele de cinci, trei și doi ani.
Sponsorizările erau cruciale pentru finanțarea întreprinderii și publicității din jurul acesteia. Bicicleta ei Columbia, de aproximativ 19 kilograme, pentru femei, avea atașată o pancartă la roata din spate care făcea reclamă companiei de apă de izvor Londonderry Lithia din New Hampshire, pentru care compania i-a plătit 100 de dolari iar ea, la rândul ei, a acceptat să poarte numele „Annie Londonderry” pe toată durata călătoriei.

### Plecarea
Pe 27 iunie 1894, în jurul orei 11 dimineața, Londonderry a pornit din fața clădirii Capitoliului statului Massachusetts, de pe strada Beacon Hill. Tânăra de 24 de ani purta o fustă lungă, corset și guler înalt și avea cu ea o pereche de haine de schimb și un pistol. Pe traseul spre Chicago a ales rutele de ciclism publicate de L.A.W. în ghidurile turistice. Aceste ghiduri turistice conțineau distanțe, condiții de drum, repere, locuri unde se poate mânca și hoteluri care ofereau reduceri pentru bicicliști și furnizau asistență, cum mulți alți bicicliști călătoreau pe aceleași rute. Având parte atât de vreme câț și de drumuri bune, ea a reușit să parcurgă între opt și zece mile pe zi. 
Când a ajuns la Chicago, pe 24 septembrie, pierduse 9 kilograme dar și dorința de a continua. Iarna se apropia și și-a dat seama că nu avea să poată trece munții spre San Francisco înainte să înceapă să ningă. Înainte de a părăsi Chicago pentru a se reîntoarce în Boston, a făcut o vizită companiei Sterling Cycle Works, ale cărei birouri și fabrică erau situate pe Carroll Avenue. Compania s-a oferit să-i sponsorizeze călătoria și i-a oferit un model de bicicletă pentru bărbați, din fildeș și aur, Expert Model E Light Roadster având înscripționate cuvintele „The Sterling” pe cadru. Avea un singur angrenaj, nu avea niciun mecanism de pinioane și nicio frână, dar era cu 20 de kilograme mai ușoară decât modelul Columbia. De asemenea, a trecut de la a purta rochie la bloomers și, în cele din urmă, a purtat un costum de călărie pentru bărbați. 

### Europa și Asia
Odată cu schimbarea rochiei și a bicicletei, Londonderry a căpătat și determinarea de a-și duce la bun sfârșit călătoria mondială, chiar dacă mai avea doar unsprezece luni pentru a se întoarce la Chicago. Și-a urmat traseul spre New York, iar pe 24 noiembrie, a început traseul francez La Touraine, cu destinația Le Havre pe coasta de nord a Franței. A ajuns pe data de 3 decembrie și a fost întâmpinată de birocrația franceză. Bicicleta ei a fost confiscată de oficialii vamali, banii i-au fost luați, iar presa franceză a scris articole insultătoare despre apariția ei. A reușit să se elibereze și și-a continuat drumul de la Paris la Marsilia. În ciuda faptului că a fost încetinită de vremea rea, a ajuns în două săptămâni cu bicicleta și cu trenul, având un picior bandajat și sprijinit pe ghidon în urma unei accidentări pe drum. 
Londonderry a părăsit Marsilia luând vaporul Sydney, mai având doar opt luni pentru a se întoarce la Chicago. Pariul nu a dictat o distanță minimă de ciclism, așa că din loc în loc a luat vaporul. A vizitat multe locuri, inclusiv Alexandria, Colombo, Singapore, Saigon, Hong Kong, Shanghai, Nagasaki și Kobe. 

### Întoarcerea în Statele Unite
Pe 9 martie 1895, Londonderry a ridicat ancora din Yokohama, Japonia și a ajuns la Golden Gate din San Francisco pe 23 martie. A mers spre Los Angeles, prin Arizona și New Mexico și a continuat spre El Paso. La un moment dat, ea și un alt ciclist au fost aproape uciși de un cal fugar care trăgea o căruță. Au avut răni minore, totuși ea a susținut că a fost doborâtă de pe bicicletă și dusă la un spital din Stockton, unde a suferit de hemoptizie timp de două zile. De fapt, a ținut o prelegere în sala Mozart din Stockton în seara după accident. 
Compania de transport feroviar din Pacificul de Sud oferea numeroase avantaje bicicliștilor care călătoreau prin sudul Californiei și Arizonei, iar Londonderry a profitat de acestea. Bicicliștii puteau urma drumurile de serviciu din pământ bătătorit și se puteau opri la adăposturile amenajate pentru echipajul feroviar, unde puteau primi o masă caldă și puteau face o baie. Unii presupun că ea a și călătorit cu trenul prin diverse părți ale deșertului, deși ea susține că a refuzat călătoria oferită de echipajele feroviare care treceau. Din El Paso, ea a călătorit spre nord, plecând din Albuquerque pe 20 iulie 1895, îndreptându-se spre Denver, unde a ajuns pe 12 august. În cea mai mare parte a Nebraskăi a călătorit cu trenul din cauza drumurilor desfundate. În apropiere de Gladbrook, Iowa, și-a rupt încheietura când a intrat într-o turmă de porci și a fost obligată să poarte un bandaj mulat tot restul călătoriei. 
Pe 12 septembrie 1895, Londonderry a ajuns în Chicago, însoțită de doi bicicliști pe care i-a cunoscut în Clinton, Iowa, și și-a revendicat premiul de 10.000 de dolari. A reușit să facă înconjurul lumii cu paisprezece zile mai puțin decât timpul permis. S-a întors acasă în Boston pe 24 septembrie, la cincisprezece luni de la plecare. Când a publicat un articol despre realizarea ei remarcabilă, ziarul New York World din 20 octombrie 1895 a descris-o în titlu drept „cea mai extraordinară călătorie realizată de o femeie” (the Most Extraordinary Journey Ever Undertaken by a Woman). În ciuda criticilor că a călătorit mai mult cu „o bicicletă” decât pe o bicicletă, ea s-a dovedit a fi o ciclistă formidabilă în cadrul curselor locale improvizate pe traseul întregii Americi. 

## Antreprenoriat
Londonderry a fost o foarte bună vânzătoare și o povestitoare de excepție, strângând bani și atrăgând atenția mass-media pentru a realiza o călătorie cu succes. Principalul ei venit a constat din vânzarea spațiilor publicitare, pe bicicletă sau pe haine, agățând panglici și indicatoare pentru produse care variau de la anvelope pentru biciclete până la parfumuri. Primul ei sponsor a fost Compania Londonderry Lithia Spring Water din New Hampshire, care i-a plătit 100 de dolari pentru a purta o pancartă pe bicicletă cu numele companiei și pentru a folosi numele „Annie Londonderry” pe toată durata călătoriei. În Chicago, a fost sponsorizată de Sterling Cycle Company pentru promovarea produselor sale, când a înlocuit modelul Columbia cu unul mai rapid și mai ușor de la Sterling Roadster.
În timpul călătoriilor, a ținut discursuri despre aventurile sale, adesea exagerându-și faptele. Acestea au încântat mass-media și i-au sporit popularitatea. De exemplu, în Franța, ea s-a descris ca orfană, moștenitoare bogată, studentă la medicină la Universitatea Harvard, inventatoarea unei noi metode de stenografie și nepoata unui senator american. În timp ce se afla în Statele Unite, ea a povestit cum ar fi vânat tigri în India alături de membri ai familiei regale germane și despre cum ar fi fost trimisă într-o închisoare japoneză rănită de glonț. Ea a oferit, de asemenea, demonstrații de ciclism și a vândut fotografii promoționale cu ea, insigne ca suvenir și autografe. 
După călătorie, a acceptat o propunere de a scrie despre aventurile sale sub titlul "New Woman" și s-a mutat împreună cu familia la New York pentru a-și continua cariera în jurnalism. Articolul începea cu fraza „Sunt o jurnalistă și o «femeie nouă», dacă acest lucru înseamnă că eu cred că pot face orice poate face orice bărbat”.

## Moștenire
Londonderry a murit în obscuritate în 1947. În 2007, Peter Zheutlin, strănepotul ei, a publicat Around the World on Two Wheels: Annie Londonderry's Extraordinary Ride . În 2011, Evalyn Parry a lansat premiera SPIN, spectacol pe teme de ciclism care include o melodie despre Londonderry ("The Ballad of Annie Londonderry" „Balada Annie Londonderry”) și a cântat-o în turneu în Canada și SUA. 
Gillian Klempner Willman, de la Spokeswoman Productions, a scris, regizat și produs un film documentar de 26 de minute, intitulat The New Woman - Annie "Londonderry" Kopchovsky. A avut premiera în februarie 2013 la Festivalul de Film Independent DC, unde a câștigat premiul pentru cel mai bun documentar.
Londonderry a fost prezentată într-un necrolog în New York Times, ca parte a seriei "Overlooked" , în noiembrie 2019.

## Cronologia călătoriei
Călătoria ei s-a derulat conform acestei cronologii: [Nu sunt specificate date pentru fiecare oraș, cu excepția celor de mai jos] 
- 25 iunie 1894 - Boston, Massachusetts
  - Providence, Rhode Island
  - New York City, New York
  - Albany, New York
  - Syracuse, New York
  - Rochester, New York
  - Buffalo, New York
  - Cleveland, Ohio
- 24 septembrie 1894 - Chicago, Illinois
  - Același traseu înapoi la New York
- 24 noiembrie 1894 - New York City, New York
- 3 decembrie 1894 - Le Havre, Franța
  - Paris, Franta
  - Lyon și Valence, Franța
  - Marsilia, Franța
  - Alexandria și Port Said, Egipt
  - Ierusalim, Israel
  - Aden, Yemen
  - Colombo, Sri Lanka
  - Singapore
  - Saigon, Vietnam
  - Hong Kong și Port Arthur, China
  - Coreea către Vladivostok, Rusia (neconfirmată)
- 9 martie 1895 - Nagasaki și Yokohama, Japonia
- 23 martie 1895 - San Francisco, California
  - Stockton, California
  - San Jose, California
  - San Luis Obispo, California
  - Santa Barbara, California
  - Los Angeles, California
  - San Bernardino, California
  - Riverside, California
  - Indio, California
  - Yuma, Arizona
  - Phoenix, Arizona
  - Tucson, Arizona
  - Deming, New Mexico
  - El Paso, Texas
  - Albuquerque, New Mexico
  - Santa Fe, New Mexico
  - Las Vegas, New Mexico
  - Raton, New Mexico
  - Trecătoarea Raton
  - Trinidad, Colorado
  - La Junta, Colorado
  - Colorado Springs, Colorado
- 12 august 1895 - Denver, Colorado
  - Cheyenne, Wyoming
  - Tren prin Nebraska
  - Fremont, Nebraska
  - Omaha, Nebraska
  - Missouri Valley, Iowa
  - Ames, Iowa
  - Tama, Iowa
  - Cedar Rapids, Iowa
  - Clinton, Iowa
  - Rochelle, Illinois
- 12 septembrie 1895 - Chicago, Illinois
- 24 septembrie 1895 - Boston, Massachusetts

## Alte lecturi
- Zheutlin, Peter (28 august 2016). „Part 1. Backstory: Chasing Annie Londonderry”. Christian Science Monitor. Accesat în 13 decembrie 2016.
- Zheutlin, Peter (29 august 2016). „Part 2. Backstory: Retracing Annie Londonderry's Victorian odyssey”. Christian Science Monitor. Accesat în 13 decembrie 2016.